# Coppa KOVO (maschile)
La Coppa KOVO è un torneo nazionale sudcoreano di pallavolo maschile, organizzato dalla Federazione pallavolistica della Corea del Sud.

## Albo d'oro
| Edizione      | Edizione          | Podio              | Podio     | Podio              |
| Anno          | Sede della finale | Campione           | Risultato | Finalista          |
| ------------- | ----------------- | ------------------ | --------- | ------------------ |
| 2006 Dettagli | Yangsan           | Hyundai Skywalkers | 3 - 1     | Samsung Bluefangs  |
| 2007 Dettagli | Masan             | Korean Air Jumbos  | 3 - 2     | LIG Greaters       |
| 2008 Dettagli | Yangsan           | Hyundai Skywalkers | 3 - 2     | Samsung Bluefangs  |
| 2009 Dettagli | Busan             | Samsung Bluefangs  | 3 - 2     | Hyundai Skywalkers |
| 2010 Dettagli | Suwon             | Hyundai Skywalkers | 3 - 0     | Korean Air Jumbos  |
| 2011 Dettagli | Suwon             | Korean Air Jumbos  | 3 - 2     | Dream 6            |
| 2012 Dettagli | Suwon             | LIG Greaters       | 3 - 0     | Samsung Bluefangs  |
| 2013 Dettagli | Ansan             | Hyundai Skywalkers | 3 - 1     | Woori Card Dream 6 |
| 2014 Dettagli | Ansan             | Korean Air Jumbos  | 3 - 0     | Woori Card Hansae  |
| 2015 Dettagli | Cheongju          | Woori Card Hansae  | 3 - 1     | OK Rush & Cash     |
| 2016 Dettagli | Cheongju          | KEPCO Vixtorm      | 3 - 1     | KB Stars           |
| 2017 Dettagli | Cheonan           | KEPCO Vixtorm      | 3 - 1     | Woori Card Wibee   |
| 2018 Dettagli | Jecheon           | Samsung Bluefangs  | 3 - 0     | KB Stars           |
| 2019 Dettagli | Suncheon          | Korean Air Jumbos  | 3 - 0     | OK Rush & Cash     |
| 2020 Dettagli | Jecheon           | KEPCO Vixtorm      | 3 - 2     | Korean Air Jumbos  |
| 2021 Dettagli | Uijeongbu         | Woori WON          | 3 - 0     | OK Okman           |
| 2022 Dettagli | Suncheon          | Korean Air Jumbos  | 3 - 0     | KEPCO Vixtorm      |
| 2023 Dettagli | Gumi              | OK Okman           | 3 - 1     | Samsung Bluefangs  |
| 2024 Dettagli | Tongyeong         | Hyundai Skywalkers | 3 - 2     | Korean Air Jumbos  |

## Palmarès
| Squadre            | Titoli | Edizioni                     |
| ------------------ | ------ | ---------------------------- |
| Korean Air Jumbos  | 5      | 2007, 2011, 2014, 2019, 2022 |
| Hyundai Skywalkers | 5      | 2006, 2008, 2010, 2013, 2024 |
| KEPCO Vixtorm      | 3      | 2016, 2017, 2020             |
| Samsung Bluefangs  | 2      | 2009, 2018                   |
| Woori WON          | 2      | 2015, 2021                   |
| KB Stars           | 1      | 2012                         |
| OK Okman           | 1      | 2023                         |